# Hidroginástica

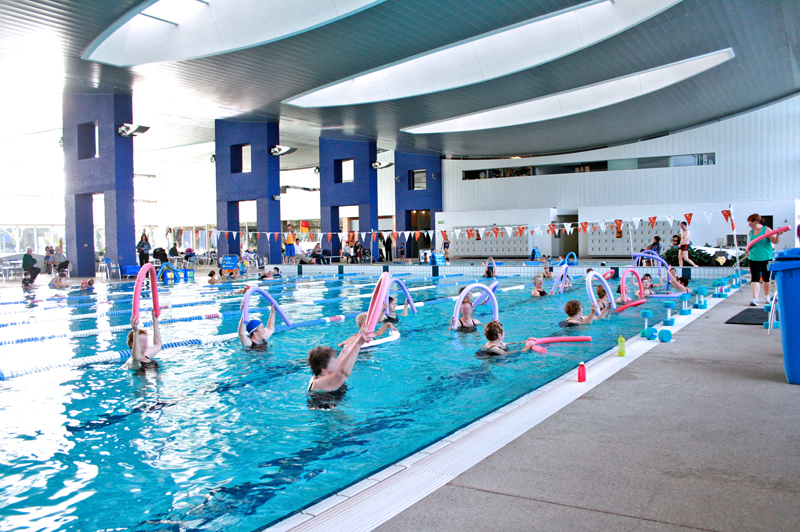
Aula de hidroginástica

A hidroginástica é um exercício aeróbico feito em piscinas que tem como objetivo a manutenção profilática da saúde. Melhora a capacidade aeróbica, a resistência cardiorrespiratória, a resistência e a força muscular, a flexibilidade, além de proporcionar um gasto calórico de 260 a 400 kcal por hora dependendo da intensidade em que o praticante realiza os exercícios.

## Vantagens
A prática da hidroginástica pode levar a menor impacto nas articulações, menor esforço nos movimentos e sensação de conforto causada pela água.
A hidroginástica é indicada como atividade anaeróbica, pura e simples, e também indicada para aqueles que dela realmente precisam incluindo os portadores de problemas de peso, os mais diversos.
Atualmente existem muitas variações da hidroginástica, como ritmos, intensidades diferentes e adaptações de outras atividades para a perna, como o jump-hidrosjump, o spinning-hidrobike ou ciclismo aquático, o triatlhon – com o circuito de bicicleta, jump e hidroginástica, entre muitas outras modalidades que podem utilizar a água e seus efeitos sobre o impacto de atividades desportivas.